# Karlo Kešinović
Karlo Kešinović (Brčko, Bosnia, 12 de diciembre de 1989) es un futbolista bosnio nacionalizado croata. Juega de defensor y su equipo actual es el NK Sloga Koprivnicki Ivanec.

## Clubes
| Club                        | País      | Año             | PJ | Goles |
| --------------------------- | --------- | --------------- | -- | ----- |
| Hrvatski Dragovoljac        | Croacia   | 2010 - 2011     | 19 | 2     |
| NK Rudeš                    | Croacia   | 2012 - 2013     | 24 | 3     |
| SV Neuberg                  | Austria   | 2013 - 2014     | 28 | 4     |
| Hrvatski Dragovoljac        | Croacia   | 2014 - 2015     | 19 | 1     |
| NK Rudeš                    | Croacia   | 2015 - 2016     | 27 | 1     |
| St. Andrews FC              | Malta     | 2016 - 2017     | 31 | 2     |
| NK Krka                     | Eslovenia | 2018            | 13 | 2     |
| Mons Calpe Sporting Club    | Gibraltar | 2019            |    |       |
| NK Sloga Koprivnicki Ivanec | Croacia   | 2020-2022       |    |       |
| NK Mladost Buzin            | Croacia   | 2022-2023       |    |       |
| NK Sloga Koprivnicki Ivanec | Croacia   | 2023-Actualidad |    |       |